# Kalervo Kujala
Kalervo Kujala, född 6 mars 1927 i Finland, död 27 mars 1998 i Nynäshamn, var en sverigefinsk författare.
Kujala var bosatt i Sverige från 1951. Han arbetade bland annat som skräddare, pappersbruksarbetare, stuvare och kommunaltjänsteman. Senare blev han författare på heltid.
Kujala var medlem av Sveriges författarförbund och Föreningen för Sverigefinska Skribenter, där han var en av grundarna och dess förste ordförande. Han var chefredaktör för tidskriften Liekki 1978–1981.